# Saralanj (Lorri)
Pour les articles homonymes, voir Saralanj.
Saralanj (en arménien Սարալանջ ) est une communauté rurale du marz de Lorri en Arménie. En 2008, elle compte 200 habitants.